# Scott Fischer
Scott Eugene Fischer, född 24 december 1955 i Muskegon, Michigan, död 11 maj 1996 på Mount Everest, var en amerikansk bergsbestigare.
1990 startade Fischer sitt äventyrsföretag Mountain Madness. Företaget erbjöd toppturer till världens högsta toppar.
Tidigt som klättrare skapade Fischer ett rykte om sig att vara en otroligt stark klättrare. Han överlevde många höga fall från bergväggar i sina hemtrakter i Michigan.
1994 besteg Fischer Mount Everest utan syrgas och hans expedition rensade samtidigt berget från tonvis med sopor. Han kom att bli ett eftertraktat namn som expeditionsledare.
1996 erbjöd Mountain Madness klättrare att delta i en Mount Everest-expedition. Fischer skulle komma att konkurrera med det redan etablerade Adventure Consultant lett av Rob Hall från Nya Zeeland. Båda tog ut 65 000 dollar av sina kunder, flertalet av dem med knapp erfarenhet av bergsklättring. Båda tog med åtta deltagare i sina expeditioner. 
De båda expeditionerna gjorde sina försök att nå toppen samma dag den 10 maj 1996. Vädret var mycket dåligt på eftermiddagen och ett tiotal personer dog på berget den dagen. Fischer kollapsade på nervägen och omkom, troligen av lung- eller hjärnödem.
Fischer porträtteras av Jake Gyllenhaal i spelfilmen Everest (2015) som speglar det händelseförlopp som fick Fischer och Rob Hall med flera att mista sina liv på Mount Everest den 11 maj 1996.